# Мегура (Бакеу)
Мегура (рум. Măgura) — село у повіті Бакеу в Румунії. Входить до складу комуни Мегура.
Село розташоване на відстані 243 км на північ від Бухареста, 6 км на захід від Бакеу, 87 км на південний захід від Ясс, 138 км на північний схід від Брашова.

## Населення
За даними перепису населення 2002 року у селі проживали 2640 осіб, з них 2637 осіб (99,9%) румунів. Рідною мовою 2637 осіб (99,9%) назвали румунську.